# World of Bike
World of Bike ist eine deutsche Fachzeitschrift für die motorisierte Zweiradbranche in Deutschland, Österreich und der Schweiz. Zielgruppe sind die Verantwortlichen in Handel und Industrie, d. h. vor allem Betriebsinhaber, Geschäftsführer und Werkstattmeister, die zusammen rund 92 % der Empfängergruppe bilden.

## Geschichte
Die erste Ausgabe erschien im Jahr 2000 als drittes Fachhandelsmagazin für die Branche. Während die bereits aktiven Marktteilnehmer vor allem auf Abonnenten im Fachhandel setzten, wurde die World of Bike im Gegensatz dazu kostenfrei an die Händler ausgeliefert. Erster Chefredakteur war Carsten Heil, der zuvor viele Jahre beim Huber Verlag tätig gewesen war. Die Erstausgabe erschien im Januar 2000 mit dem Untertitel „Das Branchenmagazin für den Motorrad- und Scooterhändler“ und hatte einen Umfang von 48 Seiten. Als Standardrubriken wurden u. a. ein Block mit aktuellen Nachrichten, ein Terminkalender, aktuelle Zulassungszahlen für Motorräder und Stellenanzeigen eingeführt.
Bereits die Erstausgabe stand vollständig im Internet, um auch Unternehmen ohne eine eigene Website eine Onlinepräsenz zu ermöglichen. Gleichzeitig wurde der Start eines „umfassenden Service-Angebots für die gesamte Branche“ avisiert, das aktuelle Informationen besser als zuvor auflisten sollte. Dieses Angebot wurde die Plattform Motorrad2000.de, der sich laut Eigenaussagen bis Jahresende 2001 „über 6.000 Händler“ und faktisch alle namhaften Hersteller anschlossen (BMW blieb außen vor).
Nach sechs Jahren erfolgte 2006 eine inhaltliche wie geografische Ausweitung auf Österreich und die Schweiz.

## Erscheinungsweise und Verbreitung
Die Zeitschrift erscheint monatlich. Die IVW-geprüfte verbreitete Auflage lag im zweiten Quartal 2018 bei über 8.600 Exemplaren, von denen knapp 2.000 Exemplare ins Ausland gingen.
| 1998 | 1999 | 2000 | 2001 | 2002 | 2003 | 2004 | 2005 | 2006 | 2007 | 2008 | 2009 | 2010 | 2011 | 2012 | 2013 | 2014 | 2015 | 2016 | 2017 | 2018 | 2019 | 2020 | 2021 | 2022 | 2023 | 2024 |
| ---- | ---- | ---- | ---- | ---- | ---- | ---- | ---- | ---- | ---- | ---- | ---- | ---- | ---- | ---- | ---- | ---- | ---- | ---- | ---- | ---- | ---- | ---- | ---- | ---- | ---- | ---- |
|      |      | 6700 | 6883 | 7086 | 7125 | 6597 | 7049 | 9282 | 8924 | 8674 | 7629 | 7528 | 6932 | 6207 | 8442 | 8600 | 8817 | 8814 | 8474 | 8726 | 8588 | 8528 | 8306 | 8244 | 8292 | 8281 |

## Markterhebungen

### Händler des Jahres
Seit dem Jahr 2001 richtet die Redaktion, initiiert von NGK, den Wettbewerb „Händler des Jahres“ aus. Im Jahr 2007 wurden u. a. zusätzlich Castrol und die Creditplus Bank eingebunden und die Hersteller, die nun jeweils ihre fünf besten Händler benennen konnten,  stärker integriert.

### World of Bike Händlerumfrage
Im Jahr 2003 wurde erstmals eine Händlerumfrage durchgeführt, bei der ein externer Dienstleister deutschlandweit 840 Fachhändler befragte.

### World of Bike Motorrad Rating
Im Jahr 2013 veröffentlichte die Redaktion erstmals das „World of Bike Motorrad Rating“. Für diese Erhebung wurden fast 5.000 Vertragsfachhändler gebeten, ihre jeweilige Marke zu bewerten. Des Weiteren flossen Auskünfte von Branchenexperten sowie Marktzahlen und Statistiken der zurückliegenden zehn Jahre ein. Insgesamt wurden die gesammelten Informationen dann in 14 Kategorien unterteilt, darunter z. B. Marke, Modelle, Management, Sicherheit am Fahrzeug und Strategie der Marke. In der Gesamtwertung der Erstauflage lag am Ende BMW-Motorrad auf dem ersten Platz. Als beliebteste Rollermarke stellte sich Piaggio vor Honda und Kymco heraus.

## WoB MotoTrade
Ergänzend zur Zeitschrift World of Bike richtet der Verlag die B2B-Messe WoB MotoTrade aus, die sich an die Motorrad-, Roller- und ATV-Branche im deutschsprachigen Raum richtet. Die erste Durchführung fand dreitägig im Februar 2007 in Gießen statt. Im Jahr 2014 zog man aus Platzgründen  nach Kassel um.